# فوکایا، سایتاما
فوکایا در استان سایتاما در کشور ژاپن  واقع شده است  که دارای جمعیت ۱۴۶٬۱۲۸ نفر و مساحت ۱۳۷٫۵۸ کیلومتر مربع با تراکم جمعیت ۱٬۰۶۲  نفر در کیلومترمربع است و در تاریخ ۱ ژانویه ۲۰۰۶ به عنوان شهر شناخته شد.